# Вітишин Іван Васильович
Іва́н Васи́льович Віти́шин (позивний «Тесть»; 14 вересня 1976, с. Велика Лука, Україна — 20 січня 2015, новий термінал аеропорту Донецька) — український військовик, старший сержант 80-ї окремої аеромобільної бригади.

## Життєпис[2]

### Навчання і робота
Іван Васильович Вітишин народився 14 вересня 1976 року в селі Велика Лука Тернопільського району Тернопільської області. Виростав у Великій Березовиці Тернопільського району. Навчався (1–8 класи) в Тернопільській загальноосвітній школі № 8. Закінчив Тернопільське вище професійне училище № 4 імені Михайла Паращука, за фахом столяр-тесля. Після закінчення училища служив у спецназі в Криму.

### В АТО
Поранений орієнтовно 19 січня 2015 року в новому терміналі аеропорту Донецька, помер 20 січня (у ніч проти 21 січня). Вже відходячи у кращий світ, тримав у руках іконку та фотографію дітей.
Рідні Івана впізнали його на фото полеглих у терміналі українських героїв, які оприлюднили російські бойовики 22 січня.

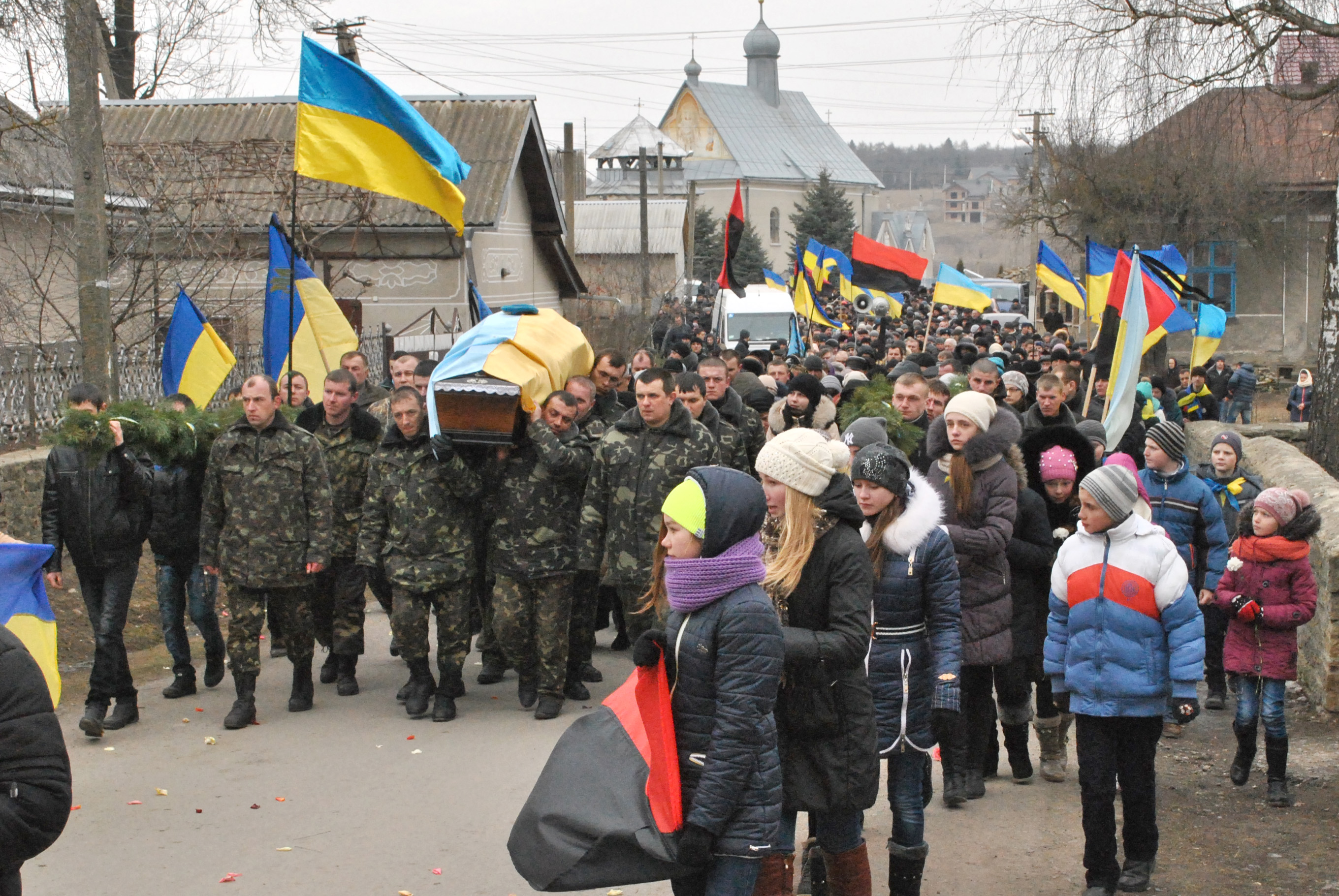
Поховання Івана Вітишина

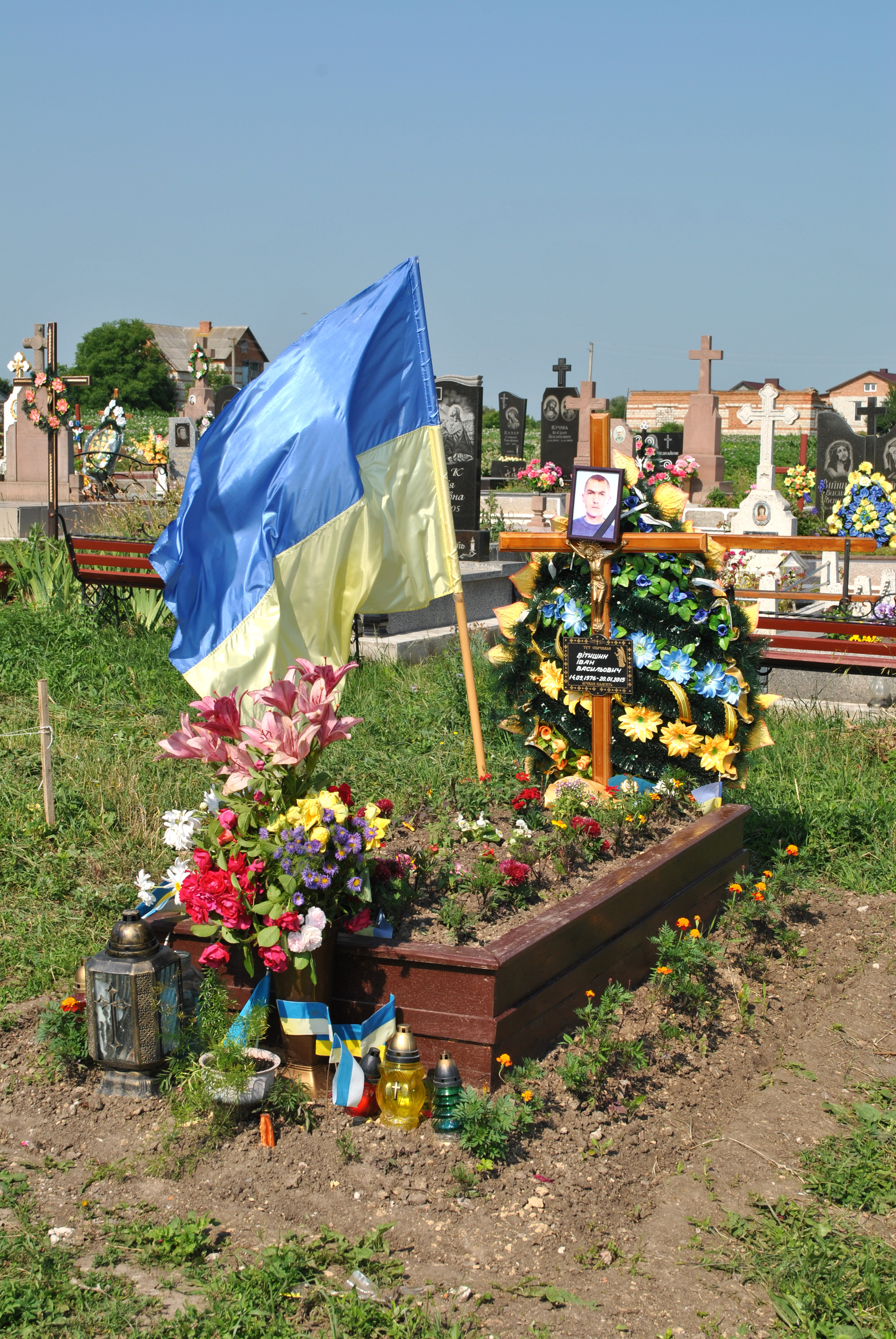
Могила Івана Вітишина у Великій Луці

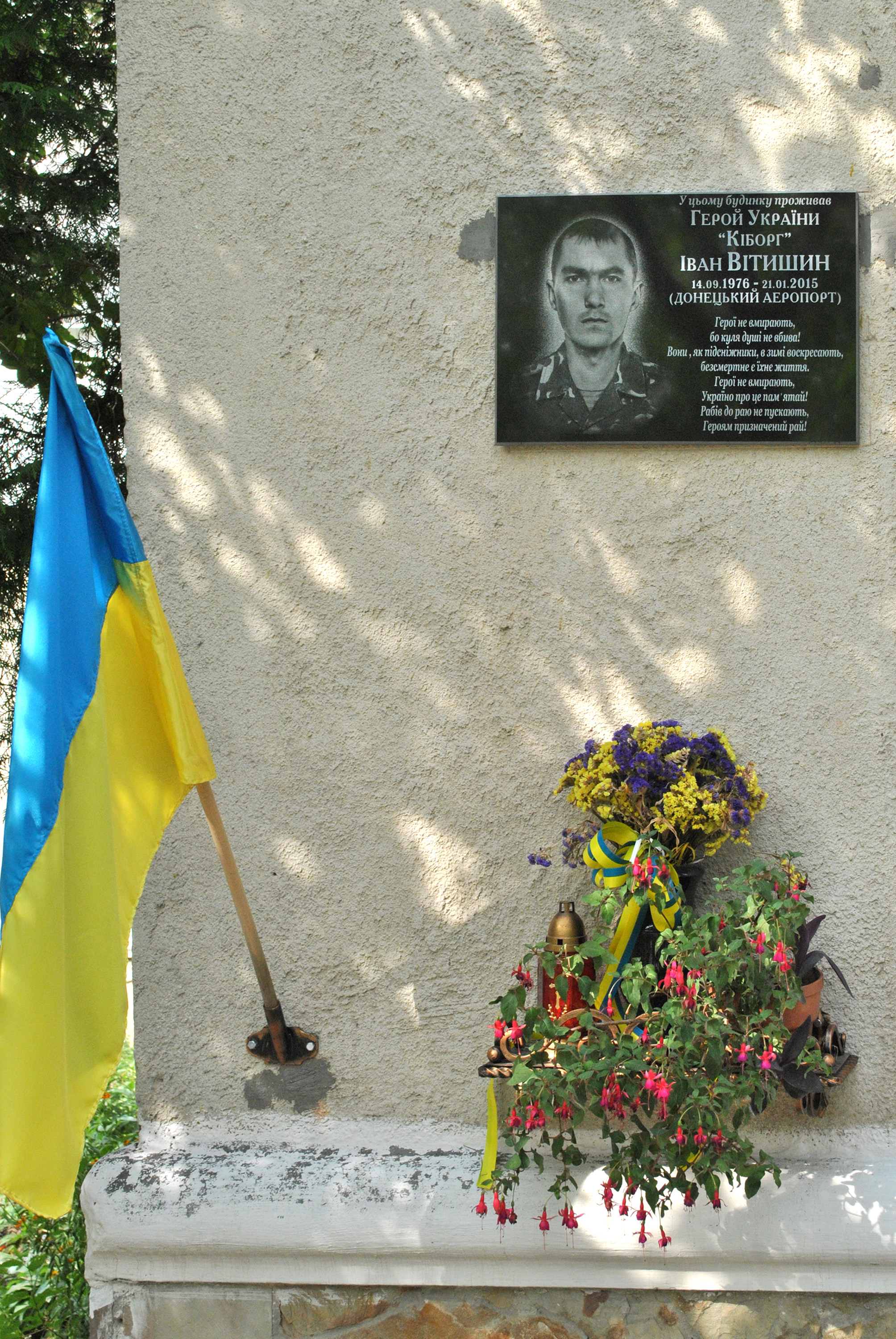
Пам'ятна таблиця на будинку, де жив Іван Вітишин у смт Великій Березовиці

Прощальна літургія відбулася 19 лютого 2015 року в смт Велика Березовиця, поховали Івана Вітишина на кладовищі в рідній Великій Луці.

### Родина
Залишилися мати і троє доньок — Софія, Олександра, Марія, колишня дружина.

## Нагороди та вшанування
- Указом Президента України № 282/2015 від 23 травня 2015 року, «за особисту мужність і високий професіоналізм, виявлені у захисті державного суверенітету та територіальної цілісності України, вірність військовій присязі», нагороджений орденом «За мужність» III ступеня (посмертно)[3].
- Указом № 12 від 15 січня 2016 р. нагороджений відзнакою «Народний Герой України» (посмертно)[4].
- почесний громадянин Тернопільської області (26 серпня 2022, посмертно)[5].
- Нагороджений нагрудним знаком «За оборону Донецького аеропорту» (посмертно).
- Нагороджений відзнакою голови Тернопільської обласної державної адміністрації «За службу Україні» (посмертно, 2016)[6].
- 5 липня 2015 року на стіні будинку у Великій Березовиці, в якому жив Іван Вітишин відкрили меморіальну дошку, яку освятив Митрополит Тернопільсько-Зборівський Василь Семенюк.[7].
- 14 вересня 2015 року пам'ятну дошку встановили на фасаді Тернопільської ЗОШ № 8. На відкритті дошки був присутній міський голова Тернополя Сергій Надал.[8].
- Вшановується в меморіальному комплексі «Зала пам'яті», в щоденному ранковому церемоніалі 20 січня[9][10].